# Zasada przyspieszenia
Zasada przyspieszenia (akceleracji) sformułowana w 1909 roku przez Alberta Aftaliona dotyczy zmian w nakładach inwestycyjnych w różnych fazach cyklu koniunkturalnego. 
Według tej zasady w okresie prosperity przedsiębiorstwa antycypują dalszy wzrost gospodarczy i decydują się na dodatkowe inwestycje, aby sprostać przyszłemu popytowi. Te inwestycje powodują dalsze przyspieszenie wzrostu gospodarczego.
Efekt ten działa także w drugą stronę – spadek produkcji będący następstwem obniżenia popytu wywołuje przyspieszony spadek inwestycji.